# UFC on ESPN: Munhoz vs. Edgar
UFC on ESPN: Munhoz vs. Edgar (conosciuto anche come UFC on ESPN 15 oppure UFC Vegas 7) è stato un evento di arti marziali miste tenuto dalla Ultimate Fighting Championship il 22 agosto 2020 all'UFC APEX di Las Vegas, negli Stati Uniti.

## Risultati
|                  | Divisione             |                      |                 |                 | Metodo                                      | Round           | Tempo           | Premio          |
| Card Principale  | Card Principale       | Card Principale      | Card Principale | Card Principale | Card Principale                             | Card Principale | Card Principale | Card Principale |
| ---------------- | --------------------- | -------------------- | --------------- | --------------- | ------------------------------------------- | --------------- | --------------- | --------------- |
|                  | Pesi gallo            | Frankie Edgar        | batte           | Pedro Munhoz    | Decisione non unanime (48–47, 46–49, 48–47) | 5               | 5:00            | FOTN            |
|                  | Pesi mediomassimi     | Mike Rodriguez       | batte           | Marcin Prachnio | KO (gomitate e pugni)                       | 1               | 2:17            |                 |
|                  | Pesi leggeri          | Joe Solecki          | batte           | Austin Hubbard  | Sottomissione (rear-naked choke)            | 1               | 3:51            |                 |
|                  | Pesi mosca femminili  | Shana Dobson         | batte           | Mariya Agapova  | KO tecnico (pugni)                          | 2               | 1:38            | POTN            |
|                  | Pesi welter           | Daniel Rodriguez     | batte           | Dwight Grant    | KO (pugni)                                  | 1               | 2:24            |                 |
| Card Preliminare |                       |                      |                 |                 |                                             |                 |                 |                 |
|                  | Pesi paglia femminili | Amanda Lemos         | batte           | Mizuki Inoue    | Decisione unanime (30–27, 30–27, 30–27)     | 3               | 5:00            |                 |
|                  | Pesi mediomassimi     | Jordan Wright        | batte           | Ike Villanueva  | KO tecnico (stop medico)                    | 1               | 1:31            |                 |
|                  | Pesi welter           | Matthew Semelsberger | batte           | Carlton Minus   | Decisione unanime (30–26, 30–27, 29–28)     | 3               | 5:00            |                 |
|                  | Catchweight (140 lbs) | Trevin Jones         | batte           | Timur Valiev    | KO tecnico (pugni)                          | 2               | 1:59            | POTN            |

## Premi
I lottatori premiati ricevettero un bonus di 50.000 dollari.
Legenda:
- FOTN: Fight of the Night (vengono premiati entrambi gli atleti per il miglior incontro dell'evento)
- POTN: Performance of the Night (viene premiato il vincitore per la migliore performance dell'evento)